# エモーションズ (マライア・キャリーのアルバム)
『エモーションズ』（Emotions）は、米国の歌手、マライア・キャリーが1991年にリリースした2枚目のスタジオ・アルバム。

## 概要
デビューアルバム『マライア』から約1年3ヵ月振りのアルバム。プロデューサーには、当時注目を集めつつあったC+C ミュージック・ファクトリー（デヴィッド・コールとロバート・クリヴィリスの2人による音楽ユニット）と、前作に引き続きウォルター・アファナシェフが起用されている。
今作は全米アルバムチャート最高4位、全世界で800万枚、日本で100万枚のセールスを記録した。
1stシングル「エモーションズ」は全米シングルチャート3週連続1位を記録し、デビューから5曲連続での首位獲得は同チャートの史上最多記録となった。続く2ndシングル「キャント・レット・ゴー」は全米2位、3rdシングル「メイク・イット・ハップン」は全米5位を記録した。
また、この曲はマライアのコンサートでよく歌われており、コンサートの景気付けにかかせない曲となっている。このアルバムの作品の中には、ゴスペルからの影響を受けている曲が多く見られる。
日本におけるCMタイアップは、本作2曲目に収録されている「アンド・ユー・ドント・リメンバー」が、ソニーMDキャンペーンソングに起用された。

## 収録曲
| #   | タイトル                                                     | 作詞                       | 作曲                                                 | プロデュース                   | 時間 |
| --- | ------------------------------------------------------------ | -------------------------- | ---------------------------------------------------- | ------------------------------ | ---- |
| 1.  | 「エモーションズ」(Emotions)                                 | マライア・キャリー         | キャリー、ロバート・クリヴィリス、デヴィッド・コール | キャリー、クリヴィリス、コール | 4:09 |
| 2.  | 「アンド・ユー・ドント・リメンバー」(And You Don't Remember) | キャリー                   | キャリー、ウォルター・アファナシェフ                 | キャリー、アファナシェフ       | 4:26 |
| 3.  | 「キャント・レット・ゴー」(Can't Let Go)                     | キャリー                   | キャリー、アファナシェフ                             | キャリー、アファナシェフ       | 4:27 |
| 4.  | 「メイク・イット・ハップン」(Make It Happen)                 | キャリー                   | キャリー、クリヴィリス、コール                       | キャリー、クリヴィリス、コール | 5:10 |
| 5.  | 「イフ・イッツ・オーヴァー」(If It's Over)                   | キャリー、キャロル・キング | キャリー、キング                                     | キャリー、キング               | 4:38 |
| 6.  | 「ユア・ソー・コールド」(You're So Cold)                     | キャリー、コール           | キャリー、コール                                     | キャリー、クリヴィリス         | 5:05 |
| 7.  | 「ソー・ブレッスト」(So Blessed)                             | キャリー                   | キャリー、アファナシェフ                             | キャリー、アファナシェフ       | 4:13 |
| 8.  | 「トゥ・ビー・アラウンド・ユー」(To Be Around You)           | キャリー、クリヴィリス     | キャリー、クリヴィリス                               | キャリー、コール               | 4:37 |
| 9.  | 「ティル・ジ・エンド・オブ・タイム」(Till the End of Time)   | キャリー                   | キャリー、アファナシェフ                             | キャリー、アファナシェフ       | 5:35 |
| 10. | 「ザ・ウインド」(The Wind)                                   | キャリー                   | キャリー、ラス・フリーマン                           | キャリー                       | 4:41 |